# وورمسدورف
وورمسدورف (به آلمانی: Wormsdorf) یک منطقهٔ مسکونی در آلمان است که در ایلسلبن واقع شده‌است.
 وورمسدورف  ۵۴۹ نفر جمعیت دارد.